# ザンノーネ島
ザンノーネ島(ザンノーネとう、L'isola di Zannone)は、ポンツィアーネ諸島で最も南の島で、3番目に小さい島(より小さいのはサント・ステーファノ島とガーヴィ島)である(0.9平方キロ)。
ポンツァ島の北西のティレニア海に浮かぶ。
行政的にはポンツァと言うラツィオ州のコムーネ(ラティーナ県)の一部である。

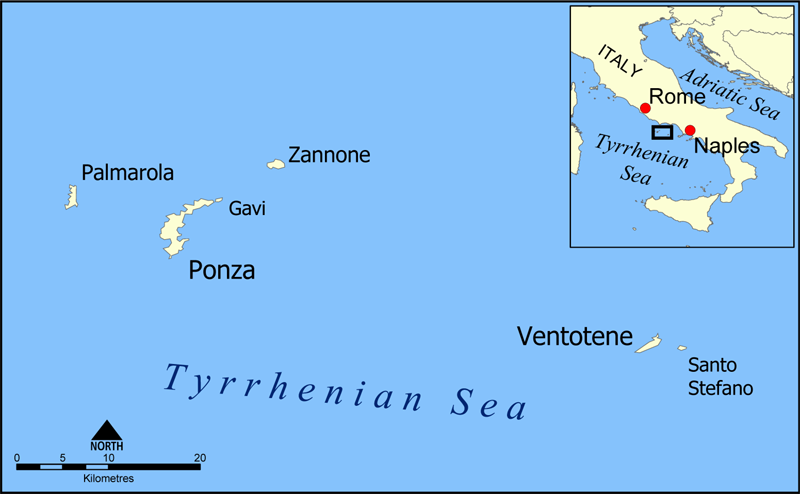
Zannone e le Isole Ponziane

自然保護の重大性からチルチェーオ国立公園に含まれた1979年以降確実に人口が減少している。